# Amazzone Mattei
L'Amazzone Mattei è la migliore copia esistente di un originale perduto di Fidia, realizzato in marmo nella seconda metà del V secolo a.C. È in marmo (h 211 cm) ed è conservata nel Museo Pio-Clementino nei Musei Vaticani.

## Storia
Le fonti ricordano come Fidia, in competizione con Policleto, Kresilas e Phradmon, realizzò un'Amazzone ferita per Efeso, tra il 440 e il 430 a.C.. 
Plinio il Vecchio (Naturalis Historia XXXIV, 53) ricordò la vittoria di Policleto, la cui opera rimase nel santuario di Efeso. Generalmente, la migliore copia della perduta opera di Policleto è ritenuta la cosiddetta  Amazzone ferita di tipo Sosikles (dal nome del copista) e si trova ai Musei Capitolini. Pare che la testa della versione Mattei sia relativa proprio alla versione Sosikles.
Dell'amazzone scolpita da Fidia, anch'essa perduta, le migliori repliche giunte fino a noi sono ritenute l'Amazzone rinvenuta a Villa Adriana, e oggi conservata ai musei capitolini, e l'Amazzone cosiddetta Mattei, in quanto rimase nelle collezioni della famiglia Mattei per quasi due secoli. 
Sulla base si trova un'iscrizione (Translata De Schola Medicorum) che è stata interpretata come la memoria di un trasferimento dai giardini del cardinale Alessandro de' Medici vicino a Santa Maria Nova avvenuto tra il 1612 e il 1613, forse tramite Cassiano Dal Pozzo.
Nell'inventario del 1613 delle collezioni di Villa Mattei, dove rimase fino al 1770 quando l'acquistò Clemente XIV. Dal 1800 al 1815 fu a Parigi tra le prede delle spoliazioni napoleoniche.

## Descrizione e stile
L'amazzone doveva essere rappresentata nell'atto di saltare a cavallo facendo leva sulla lunga lancia. Lo scultore la ritrasse come una fanciulla vestita da un corto chitone senza maniche cinto in vita da un kolpos, che le lascia un seno scoperto, con il braccio destro sollevato e lo sguardo concentrato prima del balzo. Probabilmente la lancia era tenuta da entrambe le mani, come testimonia Luciano e alcune riproduzioni (Gemma Natter), e la presenza dell'arco, che si vede in alcune copie, sarebbe solo un'interpolazione più tarda.
La gamba destra è sostenuta da un puntello a forma di tronco d'albero. In un chiasmo di sapore policleteo, la figura poggia sulla destra e tiene la sinistra flessa, mentre, riguardo alle braccia, sollevata è la destra e adagiata la sinistra. Il movimento appare così equilibratamente ritmato.
Il panneggio, dalle piccole pieghe ravvicinate e aderenti al corpo, è tipicamente fidiaco, a "effetto bagnato". Il volto è leggermente inclinato all'indietro, con capigliatura ondulata scriminata al centro e rigonfia ai lati. Sul fianco sinistro si trova la faretra. Vicino al puntello si trova la pelta e, accanto al piede sinistro, l'elmo con cimiero adagiato in terra.

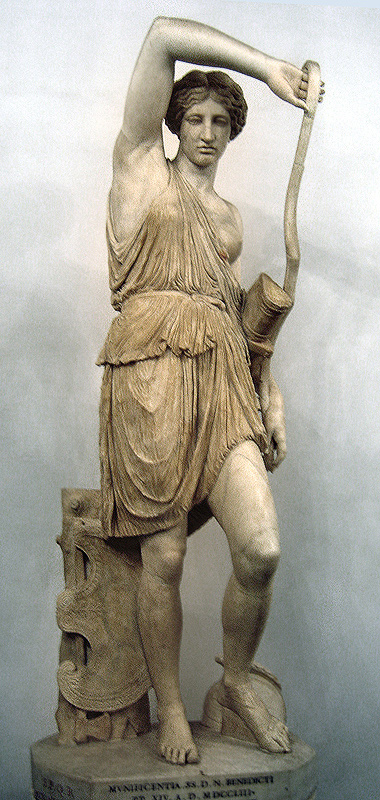
Amazzone dei Musei capitolini (Roma), proviene da Villa d'Este (in antico facente parte del perimetro della Villa Adriana)